# Заради сміху
Заради сміху ( фр. Juste pour rire, англ. Just for Laughs) — фестиваль гумору, що проводиться щороку в липні у Монреалі, провінція Квебек, Канада. Заради сміху заснований у 1983 році і є найбільшим гумористичним фестивалем у всьому світі.

## Інформація
Гумористичний фестиваль Заради сміху був заснований у 1983 році Жільбером Розоном, як дводенна франкофонська подія. У 1985 році, Енді Нулман вступив до співробітників фестивалю та представив англофонів; під керівництвом Нулмана, тривалість проведення фестивалю збільшилась до одного місяця, після чого першу його половину займали франкомовні виконавці, а другу англомовні. Міжнародні та невербальні виступи (акробатів, пантомімів тощо) розкидані по всій програмі.